# Schizidium schmalfussi
Schizidium schmalfussi là một loài chân đều trong họ Armadillidiidae. Loài này được Sfenthourakis miêu tả khoa học năm 1992.